# Salamandre-Klasse (1735)
Die Salamandre-Klasse war eine Klasse von zwei Bombarden der französischen Marine, die von 1735 bis 1746 in Dienst stand.

## Allgemeines
Nach 1700 wurden für die französische Marine nur relativ wenige Bombarden (französisch Galiote à bombe) gebaut. Dies rührte daher, da die Schiffe in nur begrenztem Umfang durch die Marine eingesetzt werden konnten, da sie in jedem Konflikt gegen eine andere europäische Seemacht stark gefährdet waren. Haupteinsatzgebiet dieser Schiffe waren daher die nordafrikanischen Küsten im Kampf gegen die Barbareskenstaaten. Des Weiteren wurde dieser Schiffstyp, aus diesem Grund, im Vergleich zur Zeit Ludwig XIV. kaum weiterentwickelt.
Die beiden Schiffe der Klasse wurden unter der Aufsicht des Schiffbauingenieurs Blaise Ollivier im Marinearsenal von Brest zwischen 1734 und 1735 gebaut. Sie bildeten die zweite von vier Klassen dieses Typs, welche in der Regentschaftszeit von Ludwig XV. (1715–1774) für die französische Marine entstanden.

## Einheiten
| Name       | Bauwerft         | Kiellegung | Stapellauf    | Indienststellung | Verbleib                        |
| ---------- | ---------------- | ---------- | ------------- | ---------------- | ------------------------------- |
| Salamandre | Arsenal de Brest | März 1734  | Dezember 1734 | 1735             | Nach 1746 außer Dienst gestellt |
| Tonnante   | Arsenal de Brest | April 1734 | Februar 1735  | 1735             | Nach 1746 außer Dienst gestellt |

## Technische Beschreibung
Die beiden Schiffe der Klasse hatte eine Länge von 25,91 Metern (Geschützdeck) bzw. 21,44 Meter (Kiel), eine Breite von 9,42 Metern und einen Tiefgang von 4,22 Metern bei einer Verdrängung von 350 Tonnen. Sie führten eine klassische Ketschbesegelung mit Marssegeln an einem Großmast und einem deutlich kleineren Kreuzmast. Die Bewaffnung bestand aus zwei 12-Zoll-Mörsern und acht 6-Pfünder-Kanonen.

## Besatzung
Die Besatzung hatte eine Stärke von 60 Mann (Offiziere und Unteroffiziere bzw. Mannschaften).